# Spotlight (Sprachmagazin)
Spotlight ist ein seit November 1981 erscheinendes Sprachmagazin für Englischlerner. Es richtet sich überwiegend an deutsche Muttersprachler, die ihr Englisch verbessern und trainieren wollen. Die Zeitschrift und deren Nebenprodukte erscheinen im ZEIT Sprachen Verlag (ehemals Spotlight Verlag). Bis in das Jahr 1995 hieß das Magazin Anglo-American Spotlight. 
Die Redaktion von „Spotlight“ wird von der britischen Journalistin Inez Sharp geleitet. In „Spotlight“ werden sowohl britisches als auch amerikanisches Englisch trainiert.

## Konzept
Das 80-Seiten-Magazin behandelt aktuelle Themen aus dem englischsprachigen Raum, beispielsweise Politik, Kultur oder Reisen. Dazu werden Übungen für Englisch-Lernende gedruckt, Erklärungen schwieriger Wörter und Sammelkarten für Vokabeln, Redewendungen etc. Sämtliche Artikel sind in englischer Sprache. Um das Textverständnis zu erleichtern, ist eine Übersetzungshilfe schwieriger oder ungewöhnlicher Vokabeln enthalten. Der Aufbau der Artikel ist sprachpsychologisch gestaltet, um das Erlernen der Fremdsprache zu fördern.

## Nebenprodukte
Neben dem Mutterheft „Spotlight“ erscheint das Übungsheft PLUS sowie der Lehrerservice „Spotlight in the classroom“. Das Spotlight-Heft wird weiterhin ergänzt durch ein Audio-Produkt und den Wortschatz-Trainer „Spotlight express“.
Seit dem Jahr 2001 wird als eigenständiges Produkt die Business Spotlight im gleichen Verlag als Ableger herausgegeben, welche als Themenschwerpunkte Geschäftsenglisch (Business English) behandelt.

## Auflage
Die Auflage wird seit dem ersten Quartal 2020 nicht mehr der IVW gemeldet. Im vierten Quartal 2019 lag die verkaufte Auflage bei 35.970 	 Exemplaren.
| 1998  | 1999   | 2000   | 2001   | 2002   | 2003  | 2004   | 2005  | 2006  | 2007  | 2008  | 2009  | 2010  | 2011  | 2012  | 2013  | 2014  | 2015  | 2016  | 2017  | 2018  | 2019  | 2020 | 2021 | 2022 | 2023 | 2024 |
| ----- | ------ | ------ | ------ | ------ | ----- | ------ | ----- | ----- | ----- | ----- | ----- | ----- | ----- | ----- | ----- | ----- | ----- | ----- | ----- | ----- | ----- | ---- | ---- | ---- | ---- | ---- |
| 89036 | 106441 | 110592 | 103317 | 104470 | 99721 | 101901 | 94499 | 93384 | 92138 | 79201 | 67146 | 64243 | 56870 | 63626 | 56605 | 53064 | 46836 | 42789 | 40974 | 42903 | 35970 |      |      |      |      |      |